# 가와이 준이치
가와이 준이치(일본어: 河合純一,  1975년 4월 19일생)은 일본의 전 수영 선수이다. 일본 장애인 스포츠 협회 일본 패럴림픽 위원회 위원장, 일본 패럴림피언스 협회 회장, 스포츠청 올림픽·패럴림픽 교육에 관한 전문가 회의 위원이다.

## 개요
선천성 포도막 결손증 때문에 선천적으로 왼쪽 눈의 시력은 없었고, 오른쪽 눈의 시력도 매우 약했다. 3세 때 수술을 받으면서 오른쪽 눈은 잠시나마 시력을 되찾았지만 15세에는 오른쪽 눈의 시력도 완전히 잃었다. 쓰쿠바 대학 부속 맹학교 고등부를 거친 후에 와세다 대학 교육학부에 입학, 졸업 후는 모교이기도 한 마이사카정(현재의 하마마쓰시)립 마이사카 중학교에 부임했다. 마이사카 중학교를 2년간 휴직하고, 와세다 대학 대학원 진학·전공 후, 마이사카 중학교에 복직했다. 2008년(헤세이 20년), 시즈오카현 종합 교육 센터 지도 주사로서 부임했다.
2010년 7월에 실시된 제22회 일본 참의원 의원 통상선거에 모두의 당 공천으로 시즈오카현 선거구에서 출마하지만, 낙선했다. 2012년 12월에 실시된 제46회 일본 중의원 의원 총선거에 모두의 당 공천으로 시즈오카현 제7구에서 출마하지만, 다시 낙선했다. 2013년 7월에 실시된 제23회 일본 참의원 의원 통상선거에 모두의 당 공천으로 비례구에서 출마하지만, 차점으로 낙선했다. 2019년 4월에 와타나베 미치타로가 나스시오바라시 시장 선거 출마를 위해 사직했을 때 원래대로라면 비례대포를 승계하여 2019년 7월까지의 임기의 참의원 의원이 될 수 있었지만, 2014년 11월 모두의 당이 해산하여 비례 명부가 취소되었기 때문에 승계되지 않았다.

## 스포츠 이력
태어날 때부터 오른쪽 눈의 시력만 있었다. 5세 때부터 수영을 시작해, 17세 때 1992년 바르셀로나 패럴림픽에 참가, 은메달 2개, 동메달 3개를 획득했다. 그러던 중 15세 때 전맹이 되었다. 와세다 대학에 입학한 후에도 훈련을 계속해 1996년 애틀랜타 패럴림픽에서 50m 자유형 B1, 100m 자유형 B1에서 첫 금메달 2개와 은메달과 동메달을 각각 1개씩 획득했다. 교사가 된 이후에도 2000년 시드니 패럴림픽에서 금메달 2개, 은메달 3개, 2004년 아테네 패럴림픽에서 금메달 1개, 은메달 4개, 동메달 1개를 획득하며 전맹 50m 자유형 3연패를 달성했고, 2008년 베이징 패럴림픽에서는 4연패에 도전했으나 스페인의 엔하메드 엔하메드에게 패해 은메달에 그쳤고, 다른 종목에서도 동메달 1개에 그쳤다. 이후 2012년 런던 패럴림픽에도 출전했지만 메달을 획득하지 못했다. 6개 대회에 출전해 금메달 5개를 포함해 총 21개의 메달을 획득했다. 2003년 일본 패럴림피언즈 협회를 발족하고 회장에 취임했다.
2016년 패럴림픽 명예의 전당에 헌액되었다.